# Cercle Olympique de Bamako
El Cercle Olympique de Bamako es un equipo de fútbol de Malí que milita en la Primera División de Malí, la liga de fútbol más importante del país.

## Historia
Fue fundado en el año 1960 en la capital Bamako y es propiedad del Comité Olímpico de Malí. Nunca ha sido campeón de la Primera División, pero ha sido campeón del Torneo de Copa en 3 ocasiones y en otras 2 ha sido finalista. También ha disputado 2 supercopas y no ha ganado ninguna de ellas.
A nivel internacional ha participado en 5 torneos continentales, donde su mejor participación ha sido en la Copa Confederación de la CAF 2012, en la cual fue eliminado en la ronda de play-off por el Al-Hilal Omdurmán de Sudán.

## Palmarés
- Copa de Malí: 3

2000, 2002, 2011
- - Finalista: 2

1974, 2008
- Supercopa de Malí: 1

2011
- - Finalista: 2

2000, 2008

## Participación en competiciones de la CAF
| Temporada | Torneo                       | Ronda      | Club              | Casa | Visita | Global |
| --------- | ---------------------------- | ---------- | ----------------- | ---- | ------ | ------ |
| 2001      | Recopa Africana              | 1          | Interclube        | 0-3  | 0-8    | 0-11   |
| 2003      | Recopa Africana              | 1          | AS Douanes        | 2-0  | 1-0    | 3-0    |
| 2003      | Recopa Africana              | 2          | Etoile du Sahel   | 2-0  | 0-4    | 2-4    |
| 2010      | Copa Confederación de la CAF | Preliminar | Central Parade    | 4-0  | 0-0    | 4-0    |
| 2010      | Copa Confederación de la CAF | 1          | Primero de Agosto | 0-0  | 0-3    | 0-3    |
| 2012      | Copa Confederación de la CAF | 1          | Renaissance FC    | 3-1  | 2-3    | 5-4    |
| 2012      | Copa Confederación de la CAF | 2          | ENPPI Club        | 3-0  | 1-3    | 4-3    |
| 2012      | Copa Confederación de la CAF | Play-Off   | Al-Hilal Omdurmán | 0-2  | 0-1    | 0-3    |
| 2014      | Copa Confederación de la CAF | Preliminar | Al-Ahly Trípoli   | 1-0  | 1-1    | 2-1    |
| 2014      | Copa Confederación de la CAF | 1          | ASEC Mimosas      | 0-2  | 1-1    | 1-3    |
| 2015      | Liga de Campeones de la CAF  | Preliminar | Moghreb Tétuan    | 2-0  | 0-3    | 2-3    |

## Jugadores destacados
- Abdoulaye Coulibaly
- Amadou Sidibé

## Ex Entrenadores
- Adama Traoré